# 해안왕귀뚜라미
해안왕귀뚜라미(학명: Teleogryllus marini)
는 귀뚜라미과에 속하는 오스트레일리아의 곤충이다.

## 분포
원서식지는 오스트레일리아 퀸즐랜드주 동부해안이다. 동아시아 내 일본의 오카야마시, 중국의 동남부 해안가 지역에서 발견되었으며 2022년에 대한민국의 서해안 지역에서 미기록종으로 처음 발견되었다.